# Perugia
Perugia (lat. Perusia) je grad u Italiji, upravno središte i najveći grad regije Umbrija, u središnjem dijelu države i glavni grad istoimene pokrajine Perugia .
Perugia je poznata kao jedna od gradova koji su najviše dali razvoju renesanse.

## Prirodne odlike
Perugia se nalazi u središnjoj Italiji. Od prijestolnice Rima grad je udaljen oko 185 km sjeverno, a od Firence 150 km južno.
Reljef: Perugia se razvila u brdsko-planinskom dijelu središnjih Apenina, na visini od oko 500m. Grad se nalazi na izrazito raznolikom terenu, pa su razlike u visini pojednijih dijelova grada i do 250 metara. Treba istaći i veliku seizmičnost područja, pa je grad tijekom povijesti zahvatilo više potresa (1832., 1838., 1854. i 1997.).
Klima: Klima u Perugi je promijenjena sredozemna, tj. oštrija je, prije svega zbog položaja grada daleko od mora i zbog znatne nadmorske visine.
Vode: Kroz grad ne protiče nijedan značajniji vodotok, ali poznata rijeka Tiber protiče svega nekoliko kilometara zapadno od grada.

## Povijest
Prapovijest: Perugia je jedan od najstarijih gradova na tlu današnje Italije. Grad je u vrijeme prapovijesti bio naseljen plemenom Umbrima, da bi kasnije postao jedan od gradova drevne Etrurije. Već tada je grad bio poznat pod nazivom Peruzija i taj naziv je sačuvan do danas. 
Antika: Rimskom osvajanjem Umbrije i Peruzije krajem 3. stoljeća pr. Kr. započeo je proces uključivanja današnje Umbrije u latinsku kulturu. Rimljani su osnivali kolonije i gradili puteve (Vija Flaminija 220. pr. Kr.). Prolazak Via Flaminije je bio oslonac razvoja grada Peruzije u antici. Za vrijeme Drugoga punskoga rata tu je bila velika bitka kod Trazimenskog jezera. Umbri se nisu miješali, ali su se postepeno pretapali u "pravo" rimsko stanovništvo. Za vrijeme Rimskoga građanskoga rata između Marka Antoniija i Oktavijana 40. pr. Kr. Perugia je stala na stranu Marka Antonija, pa je bila potpuno razrušena Oktavijana.
Srednji vijek: Početkom srednjeg vijeka Perugia mijenja više gospodara (Ostrogoti, Bizant, Langobardi, Franci). U 10. stoljeću dolazi do osamostaljivanja Perugie, kao i drugih gradova u okruženju. Sljedeća dva stoljeća provedena su u stalnim razmiricama između ovih gradova-država. U stoljeću grad potpada pod vlast Papinske Države i to stanje ostaje stoljećima. U 14. stoljeću je osnovano Sveučilište u Perugi, jedno od najpoznatijih u cijeloj Italiji.
Novi vijek: Nakon Francuske revolucije i Napoleonovog osvajanja Italije 1797. g. Perugia je ušla u sastav tzv. Rimske republike (1789. – 1799.) i Napoleonovoga carstva (1809. – 1814.). Perugia 1860. ulazi u sastav Kraljevine Italije.

## Stanovništvo
Godine 2008. Perugia je imala oko 165.000 stanovnika, 2,5 puta više u odnosu na početak 20. stoljeća. Grad danas ima značajan udio imigrantskog stanovništva, doseljenika iz svih krajeva svega (blizu 10% gradskog stanovništva), najviše iz Latinske Amerike i Istočne Europe.

## Gradske znamenitosti
Perugia, kao i mnogi drugi drevni gradovi Italije, ima očuvanu staru gradsku jezgru. Posebnost Perugie je veoma pokrenut teren starog grada, zbog čega se ovde pružaju izvanredni vidkovci i izvanredne mogućnosti otvaranja panorama i pogleda.
Najpoznatije građevine:
- Katedrala San Lorenzo, 12. – 14. stoljeće
- Crkva sv. Petra, 16. stoljeće
- Palata dei Priori, 14. stoljeće
- Fontana Maggiore, 13. stoljeće
- Etrurski bunar,
- Etrurski luk.

## Promet
Posebnost Perugie je otvorena 2008. g. minijaturna vrsta metroa - Minimetro. Minimetro Perugia je uveden u cilju smanjenja opterećenosti vozilima starog gradskog središta, koje je gusto naseljeno, s malim profilima ulica i obično velikog nagiba.

## Galerija slika
- Katedrala San Lorenzo
- Palata dei Priori
- Fontana Maggiore
- Etrurski luk

## Vanjske poveznice
- www.comune.perugia.it Službena stranica grada Perugia  Arhivirana inačica izvorne stranice od 18. veljače 2010. (Wayback Machine)
- tourism.comune.perugia.it Stranica gradskog turističkog ureda  Arhivirana inačica izvorne stranice od 17. svibnja 2007. (Wayback Machine)